# F1 Academy
La F1 Academy est un championnat de course automobile, organisé par le Formula One Group, dédié aux pilotes féminines utilisant des monoplaces de Formule 4. La saison inaugurale se déroulant en 2023 a vu Marta Garcia être couronnée avec l'écurie Prema Racing.

## Histoire
En novembre 2022, le Formula One Group annonce la création de la F1 Academy en tant que nouveau championnat exclusivement dédié aux pilotes féminines dans le but de faciliter la transition du karting à la monoplace et préparer des jeunes pilotes à progresser vers des niveaux de compétition plus élevés.
Il est composé de cinq équipes ayant de l'expérience en Formule 2 et Formule 3 engageant chacune trois voitures pour constituer une grille de quinze.
En décembre 2022, les cinq équipes prenant part à la saison inaugurale sont annoncées : ART Grand Prix, Campos Racing, Rodin Carlin, MP Motorsport Hitech Racing et Prema Racing.
Le 1er mars 2023, Susie Wolff est nommée directrice générale de la série.
Au cours de la saison 2023, il a été annoncé que toutes les écuries de Formule 1 devrait chacune sponsoriser une pilote pour la saison 2024. 

## Format
La saison 2023 comprend sept weekend de trois courses, soit un total de vingt-et-une courses, plus quinze jours d'essais officiels ,. Les épreuves se déroulent sur des circuits de Formule 1 lorsqu'ils ne sont pas utilisés par des épreuves de Formule 1, à l'exception du Grand Prix des États-Unis où la course féminine est intégré dans le weekend de course.
À partir de la saison 2024, les courses de F1 Academy sont intégrées dans les weekend de Grand Prix de Formule 1 en tant que série de support, rejoignat la F2, la F3 et la Porsche Supercup. Deux courses ont lieu par weekend, la grille de départ étant constituée à partir des premiers et deuxième temps de chaque pilotes. Cette saison voit également l'arrivée des wild cards, et l'intégration de points de super licence FIA pour le top 5 du championnat.
En 2025, le format de course évolue et la première course du weekend adopte une mécanique de grille inversée, à l'instar de la F2 et de la F3.

## Voiture
Les monoplaces sont des châssis Tatuus F4-T421 utilisés dans les championnats de Formule 4 depuis 2022 associés à des moteurs turbocompressés fournis par Autotecnica délivrant 165 chevaux et des pneus Pirelli. Le Formula One Group subventionne le coût de chaque voiture à hauteur de 150 000 €, le reste étant pris en charge par les pilotes.

## Palmarès
| Saison | Championnat des pilotes | Championnat des pilotes | Championnat des pilotes | Championnat par équipe |
| Saison | Pilote                  | Voiture                 | Écurie                  | Championnat par équipe |
| ------ | ----------------------- | ----------------------- | ----------------------- | ---------------------- |
| 2023   | Marta García            | Tatuus-Autotecnica      | Prema Racing            | Prema Racing           |
| 2024   | Abbi Pulling            | Tatuus-Autotecnica      | Rodin Motorsport        | Prema Racing           |